# Koda Kumi Driving Hit's 6
『Koda Kumi Driving Hit's 6』（コウダ・クミ・ドライビング・ヒッツ・シックス）は、日本の歌手・倖田來未の7枚目となるリミックス・アルバム。2014年3月19日にrhythm zoneより発売された。
本作は、倖田來未が2009年より継続して発表しているリミックス・アルバム「Driving Hit's」シリーズの第6弾作品である。

## リリース
本作はCD盤とCD+DVD盤の2形態で発売された。CD+DVD盤が発売されるのは、「Driving Hit's」シリーズでは本作が初である。DVDには、2013年10月12日に国立台湾大学総合体育館にて行われたライブ「Koda Kumi Taiwan Live 2013」の裏側に密着したドキュメンタリー映像が収録されている。

## 収録曲

### CD
1. Introduction for DH6 [0:52]
プロデュース: 松本祥平
2. XXX "4 Skips vs. Floorbreaker EDM Remix" [2:11]
リミックス、アディショナル・プロダクション: 松本祥平、KAZUHISA HIROTA
3. Crank Tha Bass feat.OVDS "sumijun vs M.A.D Remix" [3:14]
リミックス、アディショナル・プロダクション: sumijun vs M.A.D
リミックス・アソシエーション: 4 Skips & M.O.R
4. Boom Boom Boys "HEAVENS WiRE D'n'B Remix" [3:02]
リミックス、アディショナル・プロダクション、ギター: 松本祥平
5. Inside Fishbowl & Outside Fishbowl "Sunset In Ibiza Dubstep Remix"  [4:01]
リミックス、アディショナル・プロダクション: 松本祥平
6. Lady Go! "DJ KOMORI Remix" [2:40]
リミックス、アディショナル・プロダクション、ギター: DJ KOMORI（SUGARBITZ）
7. girls "TAKAROT “TOKYO FANTASTIC” Remix" [1:48]
リミックス、アディショナル・プロダクション: TAKAROT
8. LOADED feat.Sean Paul "ELMER VoVo Remix" [3:56]
リミックス、アディショナル・プロダクション: ELMER VoVo（SUGARBITZ）
9. IS THIS TRAP? "Jumping Dog Remix" [4:08]
リミックス、アディショナル・プロダクション: DJ MURAKAMIGO & INA & LJP（SUGARBITZ）
10. Dreaming Now! "TJO & YUSUKE from BLU-SWING Remix" [2:58]
リミックス、アディショナル・プロダクション: TJO & YUSUKE from BLU-SWING
11. ESCALATE "Vesterbak's Fly-Me-To-Tokyo Remix" [3:13]
リミックス、アディショナル・プロダクション: Vesterbak for TG Management
12. TOUCH DOWN "736 Remix" [2:40]
リミックス、アディショナル・プロダクション: REO
13. Winner Girls "Dank-One Glitch-Hop Remix" [2:47]
リミックス、アディショナル・プロダクション: 松本祥平
14. LALALALALA "ELMER VoVo Remix" [3:42]
リミックス、アディショナル・プロダクション: ELMER VoVo（SUGARBITZ）
15. Promise "ELMER VoVo Remix" [4:24]
リミックス、アディショナル・プロダクション: ELMER VoVo（SUGARBITZ）
16. Whatchu Waitin' On? "Sham-Poo Beach Breeze Mix" [3:26]
リミックス、アディショナル・プロダクション: 松本祥平
17. Crank Tha Bass feat.OVDS "OVDS Remix" [3:30]
リミックス、アディショナル・プロダクション: KITrust（OVDS）

### DVD
- Documentary Movie「Koda Kumi Taiwan Live 2013」

## スタッフ・クレジット
- Sunset In Ibiza – Non-stop Mix
- 小泉由香 – マスタリング
- 松本祥平（Sunset In Ibiza） – Remix Coordination
- 竹本雅史（SUGARBITZ） – Remix Coordination
- Hide Nakamura（Soundgraphics） – Remix Coordination